# Karl Boden (Politiker)
Karl Boden (* 4. November 1953 in Jetzles; † 1. November 2019 in Waidhofen an der Thaya) war ein österreichischer Politiker (SPÖ) und Bediensteter der Österreichischen Bundesbahn. Er war von 1999 bis 2012 Mitglied des Bundesrates für das Land Niederösterreich.

## Ausbildung und Beruf
Boden besuchte zunächst zwischen 1960 und 1964 die Volksschule in Vitis und wechselte danach von 1964 bis 1968 an die Hauptschule in Vitis. Nachdem er von 1968 bis 1969 den Polytechnischen Lehrgang in Waidhofen an der Thaya besucht hatte, erlernte er zwischen 1969 und 1973 den Beruf des Maschinenschlossers. In der Folge wurde er 1976  Triebfahrzeugführer  bei den Österreichischen Bundesbahnen.

## Politik und Funktionen
Boden begann seine politische Karriere in der Gewerkschaft, wobei er 1986 zum Vorsitzenden der Gewerkschaft der Eisenbahner der Ortsgruppe Schwarzenau gewählt wurde. 1989 übernahm er zudem die Funktion eines Personalvertreters der Gewerkschaft der Eisenbahner und wirkte ab 1998 als Vorsitzender des Vertrauenspersonenausschusses in der Gewerkschaft der Eisenbahner. Innerparteilich war er von 1998 bis 2012 als Bezirksparteivorsitzender der SPÖ Waidhofen an der Thaya aktiv, zudem wurde er 1998 zum  Mitglied des Präsidiums des ÖGB für den Bezirk Waidhofen an der Thaya gewählt. Seit 2007 ist Boden auch Gemeinderat in der Marktgemeinde Dobersberg. Er vertrat die SPÖ zwischen dem 21. Juni 1999 und dem 4. Juli 2012 im Bundesrat und hatte von 2002 bis 2012 die Funktion eines Ordners des Bundesrates inne. Er war zudem von 2004 bis 2008 Vorsitzender des Umweltausschusses des Bundesrates und von 2008 bis 2012 Vorsitzender des Ausschusses für Verkehr, Innovation und Technologie des Bundesrates.
Boden war seit 2010 Obmann-Stellvertreter des Vereins Neue Thayatalbahn, der sich für die Wiedererrichtung der zwischen Schwarzenau im Waldviertel und der tschechischen Staatsgrenze verlaufenden, 2010 eingestellten Thayatalbahn einsetzt. Ab 2008 wirkte er zudem als Obmann des Union Tennisclub Dobersberg und als Obmann des Waldviertler Grenzlands – Leistungseinheit zum Ausbau der eigenständigen Regionalentwicklung.

## Privates
Boden war verheiratet und Vater eines Kindes.

## Auszeichnungen
- 2007: Großes Goldenes Ehrenzeichen für Verdienste um die Republik Österreich[2]